# 풍천면
풍천면(豊川面)은 대한민국 경상북도 안동시의 면으로 경상북도청 소재지이다. 이웃한 예천군 호명면과 이 면에 걸쳐서 경상북도청신도시가 들어서 있다. 면사무소 소재지는 지풍로 1471(갈전리 555번지).

## 연혁
- 신라 시대에 하지현(下枝縣)이었으며 경덕왕 때 영안으로 고쳐 예천군의 속현이 되었다.
- 고려 시대에 풍산현(豊山縣)으로 고쳤으며 명종 때 감무를 두었다가 안동부(安東府)에 예속
- 조선 시대에 풍남면, 풍서면이 되었다.
- 1934년 4월 1일 : 행정구역 개편으로 풍천면이 되었다.
- 1977년 6월 1일 : 어담출장소(漁潭出張所) 설치[1]
- 2008년 9월 29일 : 어담출장소 폐지

## 행정 구역
| 법정리 | 행정리                    | 비고                   |
| ------ | ------------------------- | ---------------------- |
| 가곡리 | 가곡1리, 가곡2리          |                        |
| 갈전리 | 갈전1리, 갈전2리, 갈전3리 | 면 행정복지센터 소재지 |
| 광덕리 | 광덕1리, 광덕2리          |                        |
| 구담리 | 구담1리, 구담2리          |                        |
| 구호리 | 구호리                    |                        |
| 금계리 | 금계리                    |                        |
| 기산리 | 기산1리, 기산2리          |                        |
| 도양리 | 도양1리, 도양2리          |                        |
| 병산리 | 병산리                    |                        |
| 신성리 | 신성1리, 신성2리          |                        |
| 어담리 | 어담1리, 어담2리          |                        |
| 인금리 | 인금1리, 인금2리          |                        |
| 하회리 | 하회1리, 하회2리          | 하회마을               |

## 교육 기관
- 풍천초등학교
- 풍서초등학교
- 신성초등학교
- 풍천중학교

## 문화재

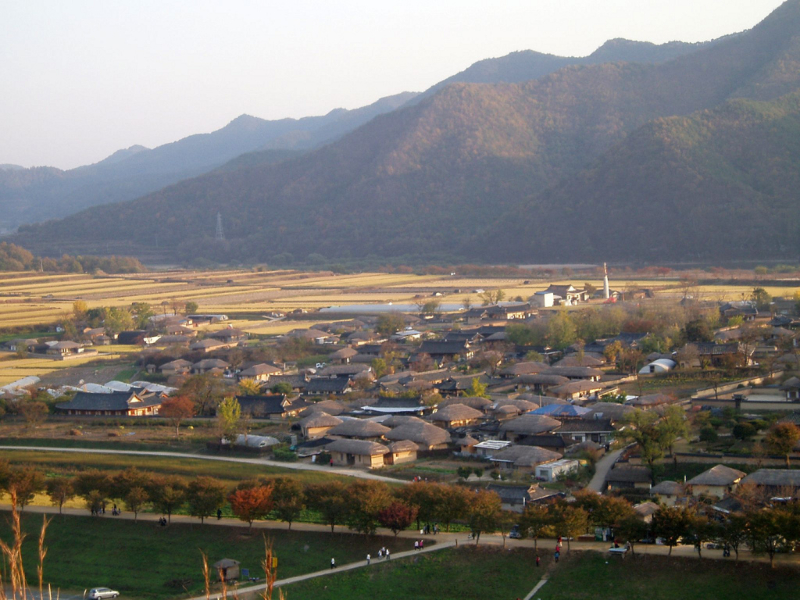
하회마을의 전경

- 하회마을
  - 하회북촌택
  - 하회원지정사
  - 하회빈연정사
  - 하회유시주가옥
  - 하회옥연정사
  - 하회겸암정사
  - 하회남촌택
  - 하회주일재
- 하회별신굿탈놀이